# Баженов, Алексей Александрович
Баженов Алексей Александрович (1870 — 1916) — кораблестроитель, строитель броненосных кораблей Российского императорского флота, генерал-майор Корпуса корабельных инженеров.

## Биография
Родился 24 ноября 1870 года в Вологде Вологодской губернии. Сын священника.
В службе с 1889 года. В 1891 году окончил кораблестроительное отделение Техническое училище Морского ведомства в Кронштадте. В 1892 году произведён в офицеры корпуса корабельных инженеров, с назначением в портовую контору Санкт-Петербургского порта.
В марте 1895 года вошёл в состав группы конструкторов, под руководством управляющего Балтийским заводом К. К. Ратника, по разработке проекта бронепалубного крейсера для Тихоокеанского флота. По этому проекту было принято решение строить три однотипных бронепалубных крейсера «Паллада», «Диана» и «Аврора».
В 1898 году окончил по 1-му разряду Николаевскую морскую академию. 17 сентября 1899 года назначен старшим помощником судостроителя Санкт-Петербургского порта.

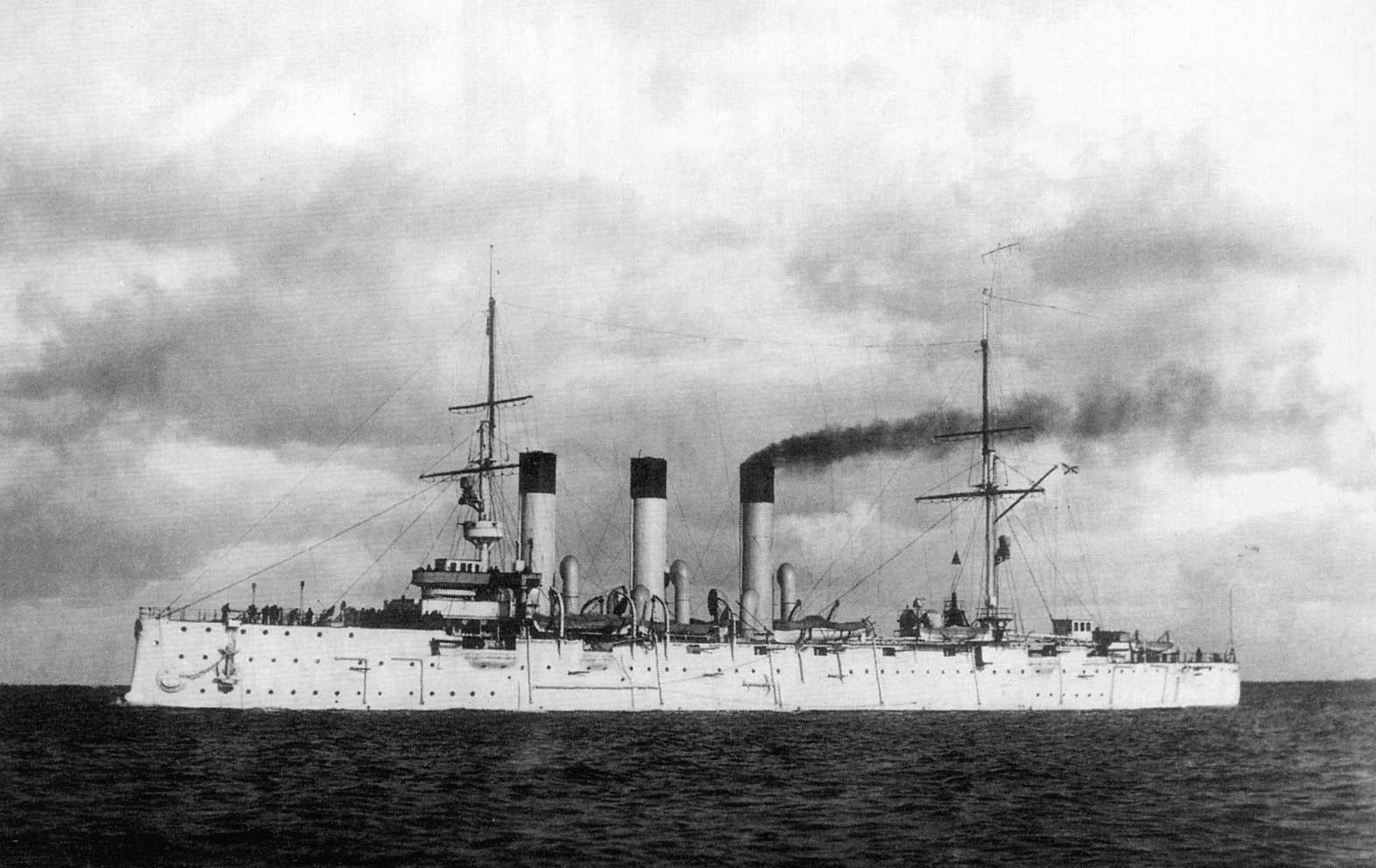
Крейсер «Аврора» на испытаниях 14 июня 1903 года

Принимал участие в достройке и ходовых испытаниях броненосца «Полтава», затем старший помощник судостроителя А. А. Баженов был назначен строителем крейсера «Аврора» на этапе достройки, сменив на этой должности корабельного инженера Н. Н. Пущина. В июле 1902 года и июне 1903 года находился на ходовых испытаниях крейсера, участвовал в передаче крейсера в эксплуатацию в 1903 году.
В 1904 году был переведён в Севастополь, руководил ремонтом ряда кораблей, выполнял обязанности строителя броненосца «Иоанн Златоуст». С мая 1905 года достраивал и производил восстановительный ремонт крейсера «Очаков», одновременно руководил постройкой судов технического флота.
В 1906 году был произведён в младшие судостроители, в 1907 — был переаттестован в подполковники. В 1907 году участвовал в испытаниях броненосного крейсера «Рюрик» в Англии.
В 1910 году был произведён в полковники и назначен помощником главного корабельного инженера Севастопольского военного порта. В 1912 году переведён в Санкт-Петербург с назначением помощником начальника кораблестроительного отделения Главного управления кораблестроения.
27 февраля 1915 года назначен начальником судостроительного завода. 30 июля 1915 произведён в генерал-майоры за отличную и ревностную службу.
Был женат на Пелагее Николаевне Баженовой. Имел двух детей.
Умер в 10 октября 1916 года от туберкулёза лёгких и погребен на Казанском кладбище Царского Села.

## Награды
- Орден Святого Станислава 2 степени (14 апреля 1913)
- Орден Святой Анны 3 степени (1908)
- Серебряная медаль «В память царствования императора Александра III» (1896)
- светло-бронзовая медаль «В память 300-летия царствования дома Романовых» (1913);
- светло-бронзовая медаль «В память 200-летия морского сражения при Гангуте» (1915)[1][3].